# Molon labe
Molon labe (μολὼν λαβέ, spreek uit 'moloon labee'), 'kom ze maar halen', is een Oudgrieks gezegde dat stamt uit een episode van de Perzische Oorlogen (490-479 v.Chr.). Het heeft betrekking op de wapenen die de Spartanen aan de getalsmatig veel sterkere Perzen geacht werden af te staan en geldt als een klassiek voorbeeld van laconieke heldhaftigheid.

## Geschiedenis
Volgens de geschiedschrijver Plutarchus werd de zin voor het eerst gebruikt door koning Leonidas I van Sparta toen Xerxes I, koning van de Perzen, van de Grieken verlangde dat ze hun wapens neer zouden leggen en zich over zouden geven. Dit was net voor de slag bij Thermopylae. De Grieken konden de nauwe pas van Thermopylae echter drie dagen blijven verdedigen, waarbij ze zware verliezen aanrichtten in de Perzische gelederen. Op de derde dag werden ze verslagen door een Griekse verrader, Ephialtes, die de Perzische Onsterfelijken over een geitenpad achter de Griekse linies loodste. Zo werden de Grieken omsingeld. Het belangrijkste gevolg van deze slag was dat het de Perzen sterk vertraagde in hun opmars naar Athene, wat de stad voldoende tijd gaf om de bevolking te evacueren naar het eiland Salamis. Hoewel de slag bij Thermopylae een nederlaag was, zorgde het voor een strategische en morele overwinning, die de Grieken inspireerde om de Perzen te vernietigen in de slag bij Salamis in nog datzelfde jaar en in de slag bij Plataeae een jaar later.

## Grammatica
Een transliteratie van het Oudgriekse gezegde is molṑn labé. Molṑn is een ongewoon aandoende vorm van het werkwoord blooiskoo 'komen', namelijk het deelwoord van de aoristus emolon, met de betekenis 'gekomen zijnd'. Labé is een gebiedende wijs van het werkwoord lambáno 'nemen, pakken'. Een letterlijker vertaling van deze zin is: 'Nadat je gekomen bent, neem!' In het Nederlands is het, anders dan in het Oudgrieks, nodig om een lijdend voorwerp bij deze zin te gebruiken ('Neem ze!'). Het lijdend voorwerp 'ze' moet afgeleid worden uit de context.

## Hedendaags gebruik
In de 21e eeuw wordt de term wel gebruikt door voorstanders van wapenbezit in de Verenigde Staten, die verwijzen naar het Tweede Amendement van de Amerikaanse grondwet. Vanaf de eerste jaren van deze eeuw werd de term, onder invloed van de toenemende discussie over wapenbezit, in groeiende mate populair op internet, op artikelen zoals T-shirts en bumperstickers, en bij politici en actievoerders.